# Castello di Castelcorniglio
Il castello di Castelcorniglio è un complesso fortificato che sorge sul versante sinistro della val Pessola, a poca distanza dal borgo di Specchio, frazione di Solignano, in provincia di Parma.

## Storia
Il castello originario fu edificato in epoca medievale; la più antica testimonianza della sua esistenza risale al 1226, quando Corniliolum fu citato negli Statuti di Parma, insieme ai manieri di Serravalle e di Mariano di Pellegrino, tra le fortificazioni presidiate dal podestà di Mariano e destinate alla protezione della bassa val Ceno, controllata dai parmigiani, dalle ingerenze piacentine; nel 1243 ai tre fortilizi confinari fu aggiunto quello di Pizzofreddo.
In seguito il maniero di Castelcorniglio passò al marchese Manfredo Pallavicino, figlio di Oberto, che nel 1249 era stato investito delle limitrofe Specchio e Solignano dall'imperatore del Sacro Romano Impero Federico II di Svevia.
Nel 1391 il duca di Milano Gian Galeazzo Visconti assegnò i castelli di Specchio e di Pellegrino con le loro pertinenze ai marchesi Galvano e Manfredo Pallavicino; nel 1397 il duca confermò i diritti ai marchesi Braccialino e Filippone Pallavicino.
Nel 1428 le truppe milanesi, guidate dal capitano di ventura Niccolò Piccinino, conquistarono il castello di Pellegrino e arrestarono il Pallavicino; il Marchese sotto tortura confessò di avere congiurato contro il Duca, che lo condannò a morte e incamerò tutti i suoi beni; nel 1430 il Visconti investì il Piccinino dei diritti su Castelcorniglio.
Nel 1450 il duca Francesco Sforza assegnò il maniero, insieme a quello di Specchio, a Niccolò, Lodovico e Giovanni Pallavicino, marchesi di Scipione.
Nel 1690 il marchese Ascanio Pallavicino morì in carcere a Piacenza, estinguendo il ramo di Specchio del casato; i manieri tornarono quindi ai Pallavicino di Scipione, che si estinsero nel 1776.
I due castelli furono quindi assegnati ai conti Valeri, ai quali seguirono dopo pochi anni i conti Rugarli, già feudatari di Golaso, che mantennero i diritti feudali fino alla loro abolizione sancita da Napoleone nel ducato di Parma e Piacenza nel 1805.
Nella seconda metà del XIX secolo il maniero di Castelcorniglio fu acquistato da Filippo Zanetti, già proprietario del borgo di Carpadasco, e intorno al 1870 fu completamente ristrutturato mantenendo nel complesso inalterato l'impianto cinquecentesco; nel corso dei lavori fu realizzata una cinta muraria esterna a sud con il nuovo portale di accesso, fu adibita a orto l'antica corte di ingresso a nord e furono decorate le torri e le mura con una merlatura ghibellina.
Alla fine del secolo il castello fu alienato a Giuseppe Zanchi.
Nel corso della seconda guerra mondiale l'edificio divenne sede del distaccamento Jezzi della 31ª bis Brigata Garibaldi "Copelli".
Il castello passò successivamente a Gustavo Buratti e ai suoi eredi e fu adibito ad azienda agricola e agriturismo.

## Descrizione

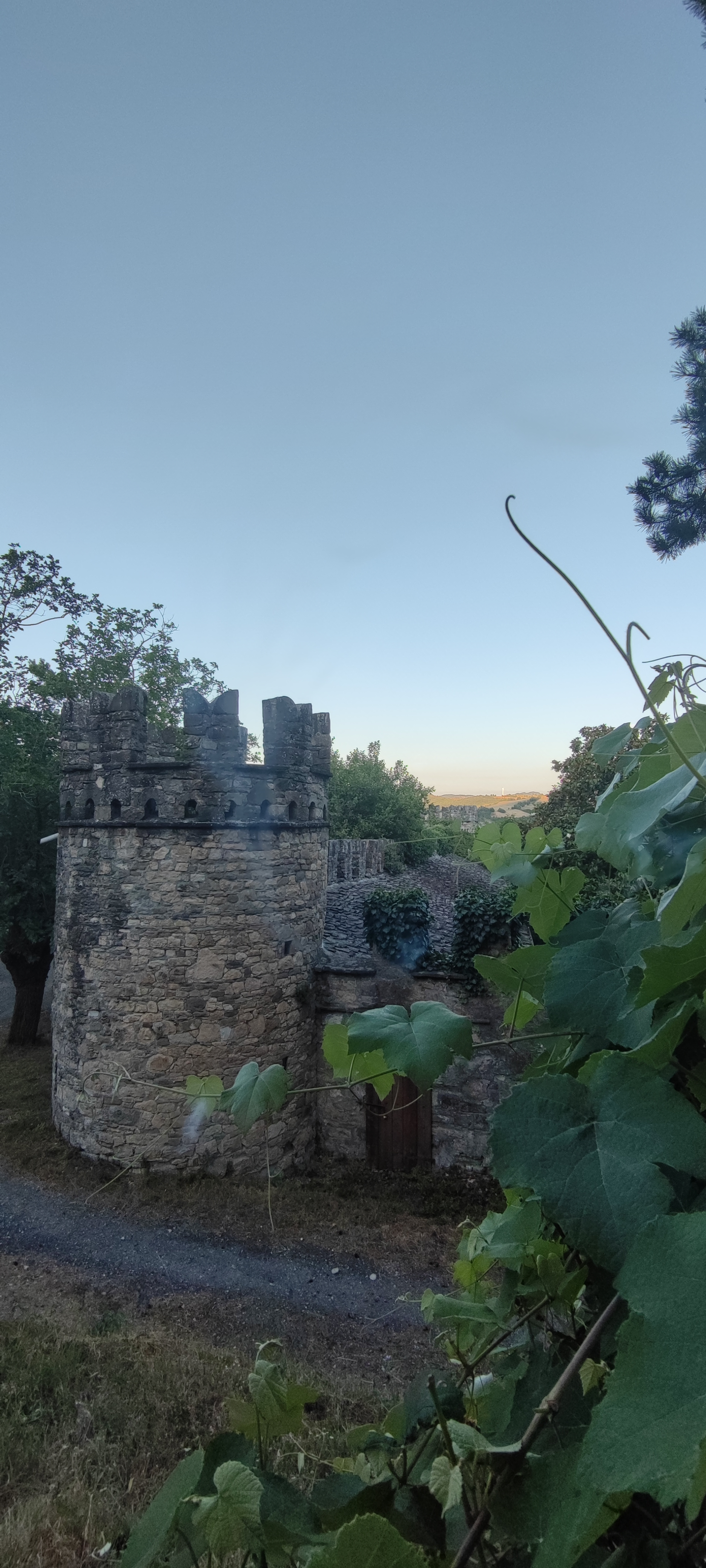
Torre nord-ovest al tramonto

Il castello si sviluppa su un impianto di dimensioni abbastanza contenute, stretto e allungato a causa dell'orografia del versante scosceso e selvaggio su cui sorge; delimitato da una cinta muraria con quattro torri angolari a pianta circolare, il complesso si articola intorno a tre cortili, di cui quello centrale racchiuso su tre lati dal corpo di fabbrica principale.
L'edificio, interamente realizzato in arenaria frammista a sassi provenienti dal greto del vicino torrente, è accessibile da sud attraverso un portale ad arco a tutto sesto aperto nella cinta muraria esterna ottocentesca; a coronamento si allunga una merlatura ghibellina, che prosegue lungo l'intero perimetro delle mura e sulla sommità di tutte le torri.
Sul primo cortile a pianta irregolare si apre, attraverso un portale in arenaria ad arco ribassato, la seconda corte quadrata, attorno a cui si erge su due livelli oltre a sottotetto il massiccio corpo centrale, affiancato da due torrioni angolari a impianto circolare; l'edificio è dominato nel mezzo dal mastio quadrangolare, illuminato da piccole feritoie e, verso nord, da una bifora.
Sul retro, in asse con l'ingresso anteriore centrale, si accede attraverso l'androne al terzo cortile a pianta rettangolare, adibito a giardino, orto e frutteto; su tre lati si allunga la cinta muraria, con due torrioni circolari alle estremità; all'interno dell'ampio spazio si trova il pozzo dei mille tagli, anticamente utilizzato, secondo la tradizione, per eliminare i condannati a morte; al centro del lato nord si apre l'antico portale di accesso ad arco a tutto sesto.
All'interno del corpo residenziale si trova al primo piano la ricca biblioteca degli Zanetti, comprendente opere cinquecentesche e ottocentesche; l'edificio conserva inoltre una collezione di soldatini napoleonici e una documentazione attestante l'appoggio da parte dei castellani ai legittimisti all'epoca della Rivoluzione francese.